# Kinabalu
Kinabalu (malajski Gunung Kinabalu) – najwyższy szczyt (4101 m n.p.m.) Malezji, leżący w północno-wschodniej części wyspy Borneo, w górach Crocker. Podnóża góry porośnięte są wilgotnym lasem równikowym i objęte ochroną (Park Narodowy Kinabalu, ok. 754 km²), wpisanym na listę światowego dziedzictwa UNESCO.
Pierwotnie okolice góry zasiedlał lud Kadazan. Nazwa szczytu pochodzi od słowa akinabalu, które w języku kadazan oznacza „czczone miejsce śmierci”. Początkowo szczyt Kinabalu nazywany był St Peter’s Mountain. Pierwszym Europejczykiem, który próbował zdobyć szczyt, był Sir Hugh Low. Dokonał tego w 1851 roku, wyprawę rozpoczynając w Tuaran (Sabah, Malezja). Nie doszedł jednak do najwyższego punktu; określił go jako dostępne jedynie dla zwierząt skrzydlatych. W 1858 roku wraz ze Spenser St. John ponownie wyruszył na wyprawę. Najwyższy punkt szczytu zdobył jednak zoolog John Whitehead w roku 1888.
Kinabalu jest często odwiedzany przez turystów. Wspinaczka na szczyt składa się z dwóch etapów. W pierwszym osiąga się Laban Rata, pokonując 1400 metrów przewyższenia. Drugi to atak szczytowy – 800 metrów przewyższenia.
Rankiem 5 czerwca 2015 r. rejon szczytu nawiedziło trzęsienie ziemi o sile 6.0 w skali Richtera. Wywołało ono szereg zniszczeń, m.in. zawaliła się jedna z turni charakterystycznej dwoistej skały, zwanej Oślimi Uszami. W masywie przebywało wówczas 137 turystów górskich i przewodników. Zginęło 18 z nich. Jak podawały relacje "Wzorowo spisali się lokalni przewodnicy, którzy sprowadzili z góry klientów mimo zniszczenia szlaków i mimo wiadomości, że w dolinach sami potracili domy i bliskich".